# 미국 자연사 박물관

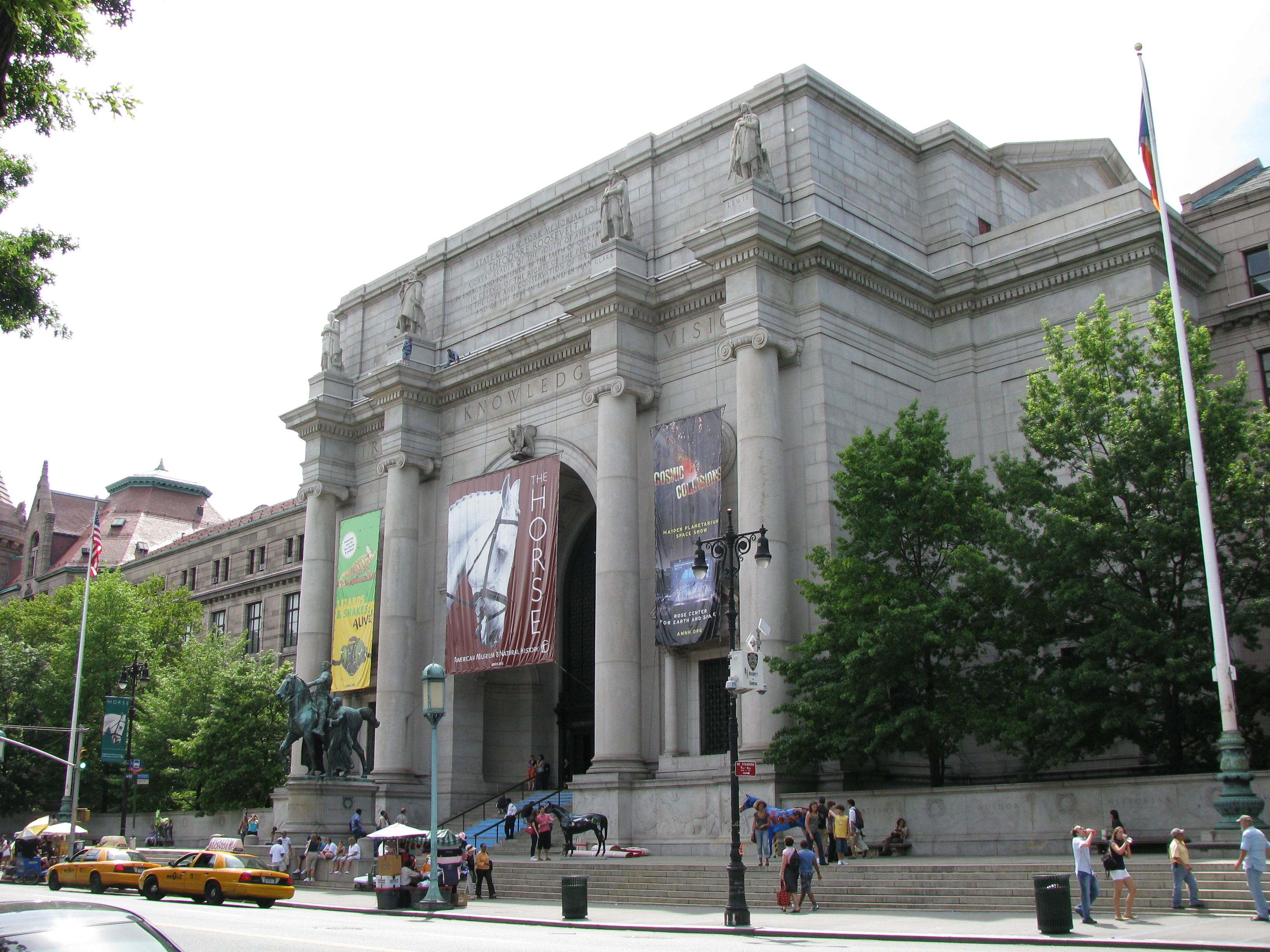
미국 자연사 박물관

미국 자연사 박물관(영어: American Museum of Natural History)은 미국 맨해튼에 위치한 박물관이다.
이 박물관은 박물관이 살아있다 1,2,3편의 배경이다.